# إدارة صحة الجيوش الفرنسية
تهتم إدارة صحة الجيوش الفرنسية (بالفرنسية: Service de santé des armées) (أو  SSA) بدعم الخدمات الصحية في الجيش الفرنسي. الدخول في إدارة صحة الجيوش الفرنسية يتم عن طريق مناظرة وطنية.
عند الأطباء والصيادلة وأطباء السنان والبياطرة تدريب أولى في مدينة بوردو ومدينة وليون. ثم، عنهم تدريب اببليكاتيد في مدرسة فال دي غراس(Val de Grâce) في مدينة باريس.
في إدارة صحة الجيوش الفرنسي ضبّاط إداريون (OCTASSA) وممرضون ومستخدمون شبات أيضًا.